# 柯蒂斯灣
64°2′S 60°47′W / 64.033°S 60.783°W

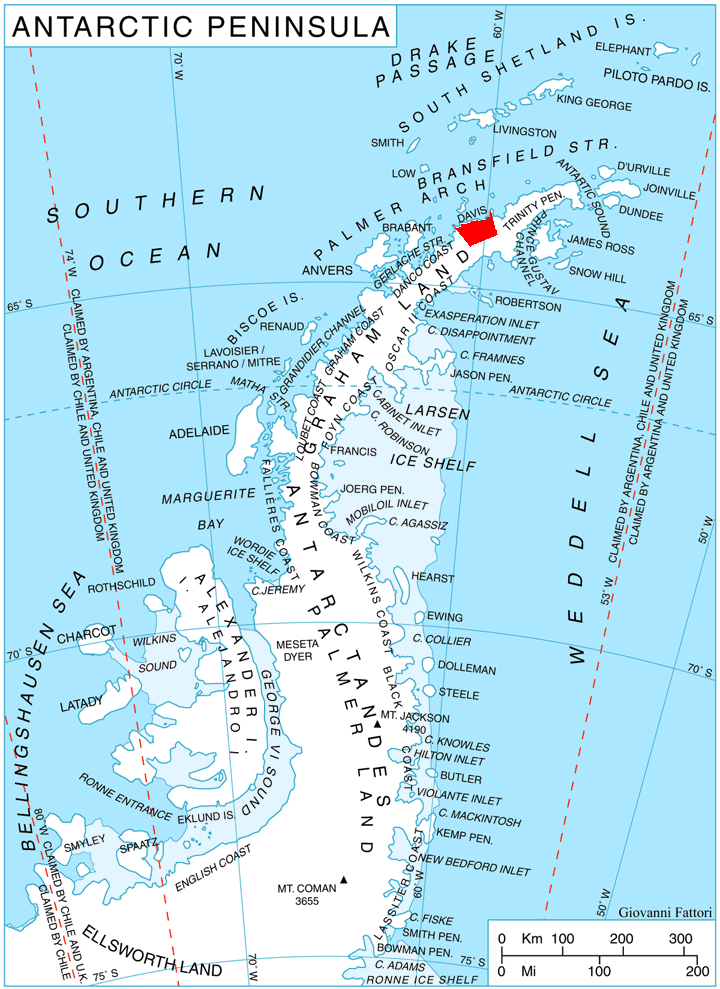

柯蒂斯灣是南極洲的海灣，位於葛拉漢地西部，處於恰夫達爾半島以北，寬7公里，以美國的航空工程師命名，現時由南極條約體系管理。